# Małgorzata Sznitowska
Małgorzata Sznitowska – polska farmaceutka, dr hab. nauk farmaceutycznych, profesor i kierownik Katedry i Zakładu Farmacji Stosowanej Wydziału Farmaceutycznego Gdańskiego Uniwersytetu Medycznego.

## Życiorys
W 1990 obroniła pracę doktorską Ocena biofarmaceutyczna maści uelastyczniajćcej blizny, 26 maja 1997 habilitowała się na podstawie pracy zatytułowanej Polarna droga dyfuzji leku przez skórę – dowody na istnienie i próba charakterystyki. 18 października 2002 nadano jej tytuł profesora w zakresie nauk farmaceutycznych. Została zatrudniona na stanowisku profesora nadzwyczajnego w Katedrze i Zakładzie Farmacji Stosowanej na Wydziale Farmaceutycznym z Oddziałem Medycyny Laboratoryjnej Gdańskiego Uniwersytetu Medycznego.
Jest profesorem i kierownikiem Katedry i Zakładu Farmacji Stosowanej Wydziału Farmaceutycznego Gdańskiego Uniwersytetu Medycznego.
Była prorektorem Gdańskiego Uniwersytetu Medycznego.

## Odznaczenia
- Krzyż Kawalerski Orderu Odrodzenia Polski (2020)[3]
- Złoty Krzyż Zasługi (2004)[4]